# NBA Clutch Player of the Year
Clutch Player of the Year er en årlig pris i NBA-ligaen, som gives til den spiller som vurderes til at have spillet bedst i clutch øjeblikke, hvilke defineres som at være kampe med under fem minutter tilbage i, og hvor at scoren er tæt. Prisen er blevet udelt siden 2022-23 sæsonen.
Den forsvarende prisvinder er Jalen Brunson, som vandt prisen i 2024-25 sæsonen.

## Vindere
| ^           | Angiver at spilleren stadig er aktiv i NBA.                       |
| *           | Angiver at spilleren i Naismith Memorial Basketball Hall of Fame. |
| Spiller (X) | Angiver antal gange en spiller er blevet DPOY.                    |
| Hold(X)     | Angiver antal gange en spiller fra dette hold er blevet DPOY.     |

| Sæson     | Spiller        | Position    | Nationalitet | Hold                  |
| --------- | -------------- | ----------- | ------------ | --------------------- |
| 2022-2023 | De'Aaron Fox^  | Point Guard | USA          | Sacramento Kings      |
| 2023-2024 | Stephen Curry^ | Point Guard | USA          | Golden State Warriors |
| 2024-2025 | Jalen Brunson^ | Point Guard | USA          | New York Knicks       |